# Като-Неврокопион (дим)
Ка́то-Невроко́пион (греч. Δήμος Κάτω Νευροκοπίου) — община в Греции. Включает нижнее течение реки Нестос (Места). Входит в периферийную единицу Драма в периферии Восточная Македония и Фракия. Административный центр — Като-Неврокопион. Димархом на местных выборах 2019 года избран Яннис Кириакидис (Γιάννης Κυριακίδης, 2019). Площадь 873,552 км². Население 7860 человек по переписи 2011 года. Плотность 9 человек на квадратный километр.
Сообщество Зирновон (Κοινότητα Ζυρνόβου) создано в 1919 году (ΦΕΚ 251Α). В 1927 году (ΦΕΚ 76Α) сообщество Зирновон переименовано в сообщество Като-Неврокопион. В 1964 году (ΦΕΚ 185Α) сообщество Като-Неврокопион признано общиной.